# لجنة عموم روسيا للدفاع عن الكوريل
لجنة عموم روسيا للدفاع عن الكوريل (بالروسية: Всероссийский комитет защиты Курил) هي جمعية في روسيا، شكلتها الحزب الشيوعي للاتحاد السوفييتي بزعامة سيرجي سكفورتسوف لمواجهة المطالبات اليابانية تجاه جزر الكوريل سياسيًا. تنسب الفضل إلى نفسها في إجبار الرئيس بوريس يلتسين على إلغاء رحلة إلى اليابان. 
أعيد بناء الجمعية في أوائل العقد الأول من القرن الحادي والعشرين، حيث يحتوي موقعها على الإنترنت على بيانات صحفية يعود تاريخها إلى عام 2001. سكفورتسوف هو رئيس الجمعية.

## روابط خارجية
- بيان صحفي 15 ديسمبر 2006